# Мачвански окръг
Мачванският окръг (на сръбски: Мачвански округ или Mačvanski okrug) е разположен в западната част на Република Сърбия.
Населението на окръга е 329 625 души, а площта е 3268 км². Административен център на Мачванския окръг е град Шабац.

## История и култура
Известни културно-исторически паметници в Мачванския окръг може да бъдат видени в околностите на град Шабац, които са от голямо значение за сръбския народ. Такива монументи са паметникът на Карагеорги Петрович и сръбските герои от Първото сръбско въстание, провело се в периода между 1804 и 1813. В района съществува исторически музей за Битката при Мишар. Край бреговете на река Сава е разположено древното историческо село Ново село, както и замъкът на Стефан Милутин. В близост се намира и средновековният град Косанин, разположен на планината Цер.
Недалече от град Лозница е разположено село Тръшич – родното място на реформатора на сръбския език и правопис Вук Караджич. В близост се намира манастирът Троноша, една от най-старите средновековни сгради, построена от династията на Неманичите. През XIV век манастирът играе съществена роля в опазването на сръбската култура и традиции. По времето на Османската империя там се складират едни от малкото за онова време документи за сръбската народност.

## Административно деление
Мачванският окръг е съставен от 8 общини:
- Град Шабац
- Град Лозница
- Община Богатич
- Община Владимирци
- Община Коцелева
- Община Мали Зворник
- Община Крупан
- Община Любовия

## Население
| българско име       | сръбско име         | население |
| ------------------- | ------------------- | --------- |
| Шабац               | Шабац               | 54 832    |
| Лозница             | Лозница             | 20 705    |
| Лозничко поле       | Лозничко Поље       | 7668      |
| Богатич             | Богатић             | 7346      |
| Клупци              | Клупци              | 7177      |
| Маюр                | Мајур               | 6768      |
| Баня Ковлача        | Бања Ковиљача       | 6274      |
| Поцерски Причинович | Поцерски Причиновић | 5991      |
| Бадовинци           | Бадовинци           | 5413      |
| Крупан              | Крупањ              | 4875      |
| Мали Зворник        | Мали Зворник        | 4740      |
| Лешница             | Лешница             | 4677      |
| Коцелева            | Коцељева            | 4614      |
| Любовия             | Љубовија            | 4116      |

## Икономика
В района е добре развита химическата индустрия в лицето на големия завод „Зорка“, както и хранителната със завода „Шапчанка“.